# Eugent Bushpepa
Eugent Bushpepa (* 2. července 1984 Rrëshen), jinak i zkráceně zvaný Gent Bushpepa, je albánský zpěvák a skladatel. Výhra v 56. ročníku albánské soutěže Festivali i Këngës s písní „Mall“ mu zajistila reprezentaci Albánie na Eurovision Song Contest 2018 v Lisabonu. Do finále postoupil z 8. místa, ve finále se pak umístil na 11. místě se 184 body.

## Biografie

### Mládí
Narodil se 2. července 1984 v albánském Rrëshenu. Začal zpívat již v útlém věku a po ukončení střední školy na několik let Albánii opustil a odešel do Itálie. Poté, co se vrátil zpět, začal v roce 2006 vystupovat v talk show v národní komerční televizní stanici Top Channel sídlící v Tiraně.

### Pěvecká kariéra
Zpěvák svoji kariéru zahájil právě na kanálu Top Channel. Od té doby se aktivně pohybuje na albánské hudební scéně a rychle se stal jedním z nejpopulárnějších zpěváků v Albánii. Jeho kariéra započala známou skladbou Maska e Madheshtise, zveřejněná v roce 2007 během soutěže TOP FEST 4, během níž vystupoval i společně s kapelou Sunrise s písní „Engjeli“. Po mnoha úspěších v pěvecké sféře se angažoval v několika dalších soutěžích a hudebních projektech.
Bushpepa si taktéž zazpíval s britskou rockovou skupinu Deep Purple během jejich vystoupení v Albánii v rámci jejich turné Rapture of the Deep tour v březnu 2007.
Jeho mezinárodní ambice posílily potom v roce 2011, kdy vystoupil společně s frontmanem skupiny Loaded, Duffem McKaganem, během vystoupení v Tiraně. V roce 2013 vystoupil s kytaristou skupiny Guns N' Roses, Ronem "Bumblefootem" Thalem, na tradičním pivním festivalu v albánském Korçë. V roce 2014 se stal čtvrtým vokalistou hudební skupiny Darkology, která si zahrála třeba na koncertě americké metalové kapely Overkill na festivalu Kill Fest 2014 během jejího turné.
V květnu 2018 reprezentoval Albánii na 63. ročníku soutěže Eurovision Song Contest v Lisabonu s písní „Mall“. Píseň je zpívána albánsky. Ve finále skončil na 11. místě.

## Diskografie
Eugent Bushpepa již několikrát uvedl, že pracuje na svém vlastním albu, zatím ale žádné nevydal. Zveřejnil ale řadu singlů.

### Singly
- 2007: „Maska e madhështisë“
- 2007: „Engjëll“
- 2008: „Ëndërr reale“ (feat. Gled Mikerezi)
- 2008: „S'jam Baladë“ (feat. Rovena Dilo)
- 2009: „Stinë dreqi“
- 2011: „Rebel pa hije“
- 2012: „Udhëtari“
- 2013: „Viktimë“
- 2015: „Pranë finishit“
- 2018: „Mall“
- 2020: „Stay with Me Tonight“
- 2021: „Cùll të Hutù“
- 2021: „I imi Flokë Argjend“
- 2021: „Ego“ (feat. Bojken Lako and Erdion Hoxha)
- 2021: „Koha Ndryshk“
- 2023: „Rezisto“ (feat. Renis Gjoka)